# خوراهل شوف (المحفد)

تعديل مصدري - تعديل

خوراهل شوف هي إحدى قرى عزلة المحفد بمديرية المحفد التابعة لمحافظة أبين، بلغ تعداد سكانها 354 نسمة حسب تعداد اليمن لعام 2004.